# 너도 하늘말나리야
《너도 하늘말나리야》는 작가 이금이의 장편 동화(3차 개정판에서는 청소년 소설)이다. 《소희의 방》과 《숨은 길 찾기》와 함께 3부작을 이룬다.

## 개요
이 작품에는 윤소희·송바우·강미르라는 세 아이가 등장한다. 부모 때문에 상처받은 아이들이 부모를 이해해나가는 진솔한 내용을 담고 있다. 미르는 부모님이 이혼해서 달밭마을이라는 시골에서 살게 되고, 바우는 어렸을 때 엄마가 돌아가셔서 그 상처 때문에 말을 거의 하지 않는 선택적 함묵증을 앓게 되고, 소희는 부모 없이 병든 할머니를 모시며 힘들게 살고 있다. 이렇게 등장인물들은 다 안 좋은 상황에 처해 있지만, 서로 소통하며 공감하면서 상처를 극복해나가고, 더 밝고 성숙한 아이로 성장해 나가는 내용의 소설이다.

## 교과서 수록
이 책의 내용 중 일부가 〈소희의 일기장〉이라는 제목으로 초등학교 교과서에 실렸다.

## 서지 사항
이금이, 《너도 하늘말나리야》, 밤티, 2021년 9월 10일